# شیکاگو پس از نیمه‌شب
شیکاگو پس از نیمه‌شب (انگلیسی: Chicago After Midnight) یک فیلم گمشده و صامت به کارگردانی و بازی رالف اینس است که در سال ۱۹۲۸ منتشر شد.